# キープスマイリング
キープスマイリングは東京都大田区に本社を置く日本の芸能事務所。
サンミュージックでマネージャーを務めていた市瀬達弥が1997年に設立した。
香坂みゆきが所属していたが、2022年9月退所した。
過去にはジェニファーと早見優が所属していた。